# シリウスビジョン
シリウスビジョン株式会社（英: SiriusVision CO.,LTD.）は、神奈川県横浜市港北区に本社を置く画像検査システムなどの開発、販売を行う企業。

## 概要
創業は1966年で、現在のナビタスマシナリー株式会社が担う特殊印刷機械事業を祖業とする。印刷時に発生する文字の太りや細り、ズレなどを発見するのに用いる画像検査システムの開発から、2011年にナビタスビジョンソリューション株式会社を設立し、現在の主力事業である画像検査事業に進出する。
2021年12月に特殊印刷機械事業を担うナビタスマシナリー株式会社の株式を譲渡した。

## 沿革
- 1966年 - ホットスタンピングマシンの専業メーカーとして大阪市住吉区に大平工業株式会社を創業
- 1977年 - パッド印刷機の製造を開始
- 1980年 - 堺市浜寺石津町に大平工業株式会社を設立
- 1984年 - 工場増築、大阪市の太平工業株式会社と合併
- 1985年 - 成型転写システムの製造を開始
- 1987年 - 社名変更。大平工業株式会社からナビタス株式会社（英文表記：Navitas Co., Ltd.）に改称
- 1989年 - 店頭登録銘柄として承認、売買を開始
- 1994年 - エヌアイエス株式会社を設立
- 2002年 - 画像処理検査装置の開発、製造販売の開始
- 2004年 - 中国蘇州に納維達斯机械（蘇州）有限公司を設立
- 2004年 - 株式会社ジャスダック証券取引所に株式を上場
- 2006年 - エヌアイエス株式会社の商号をナビタス インモールディング ソリューションズ株式会社に変更
- 2006年 - 中部営業所を設立
- 2008年 - 中国上海に納維達斯机械（蘇州）上海分公司を設立
- 2010年 - 大阪証券取引所JASDAQ（スタンダード）に株式を上場
- 2011年 - ナビタスビジョンソリューション株式会社を設立（連結子会社）
- 2018年 - タクトピクセル株式会社を設立（2019年7月MBOによりグループから独立[1]）
- 2019年 - 4月、ナビタス株式会社の事業をナビタス装置株式会社（2018年10月に設立した分割準備会社[2]）およびナビタス インモールディング ソリューションズ株式会社に承継し、持株会社へ移行。ナビタス装置株式会社をナビタスマシナリー株式会社に、ナビタス インモールディング ソリューションズ株式会社をナビタスニイズ株式会社に、ナビタスビジョンソリューション株式会社をナビタスビジョン株式会社にそれぞれ商号変更[3]。
- 2020年 - ナビタスニイズ株式会社の加飾印刷事業をエヌアイエス株式会社（千代田グラビヤ子会社）に譲渡。商品事業をナビタスマシナリー株式会社へ承継。
- 2021年1月 - 1月1日付でナビタスビジョン株式会社の画像検査システム事業を承継し、商号をシリウスビジョン株式会社に変更するとともに、本店を大阪府堺市堺区から神奈川県横浜市港北区に移転[4]。
- 2021年12月 - ナビタスマシナリー株式会社の全株式をツジカワ株式会社に譲渡[5]。

## ナビタスマシナリー
特殊印刷機の製造を行う企業。箔を加圧・加熱によって平面や局面などに転写（ホットスタンピング）を行うホットスタンプ機や、シリコンパッドを押し付けることで凹凸面などに転写するパッド印刷機、ロールを押し付けることによって平面や円筒などに転写するロール転写機などの特殊印刷機を製造している。前身の大平工業株式会社は、当初はホットスタンプ印刷機のみを製造していた。1977年にパッド印刷機の製造を開始する。

### 製品
パッド印刷機
- オフセット印刷の一種であるパッド印刷は、３次曲面や凹凸面にも印刷可能であることが特徴。
- 弾力のあるシリコンパッドが製品の形に沿って、３次曲面や凹凸面へ転写する。
- また、凹版を使用することで繊細な文字や模様も鮮明かつ精密に転写可能。

ホットスタンプ機
- 熱と圧力を用いて転写を行う。（ホットスタンピング）
- 革やPPなど普通の印刷では難しい素材にも印刷可能。
- 金箔や銀箔のような金属光沢のある箔（蒸着箔）を使用することが特徴。

## 国内拠点
- 本社・横浜技術センター （神奈川県横浜市港北区）
- 大阪技術センター（大阪府大阪市西成区）
- 渋谷オフィス （東京都渋谷区）

## 海外拠点
- NAVITAS VIETNAM CO., LTD
- SiriusVision(THAILAND) CO., LTD.
- 希瑞斯(上海)視覚科技有限公司

## 関連会社
- Willable株式会社（神奈川県横浜市港北区）
- 株式会社ウェブインパクト（東京都千代田区）
- 株式会社UniARTS（神奈川県横浜市港北区）